# USS LST-304
O USS LST-304 foi um navio de guerra norte-americano da classe LST que operou durante a Segunda Guerra Mundial.